# 2016年リオデジャネイロオリンピックの近代五種競技
2016年リオデジャネイロオリンピックの近代五種競技（2016ねんリオデジャネイロオリンピックのきんだいごしゅきょうぎ）は2016年8月18日から20日に開催された。国際近代五種連合（UIPM）管轄。オリンピックでは史上初めて同一会場で実施することを提案されたが、実際にはエスタジオ・ジ・デオドロを始めとするデオドロ地区内の近接する3会場で実施された。

## 出場選手について
今大会の近代五種競技は個人戦に男女各36名が参加する。出場権は下記の条件で獲得する。
1. 2015年ワールドカップファイナル優勝者[3]
2. 各大陸予選として欧州選手権から8名、アジア・オセアニア選手権からアジア5名+オセアニア1名、パンアメリカン大会から北米3名+中米1名+南米1名、アフリカ選手権から1名（1.の選手を除く）
3. 2015年世界選手権の上位3名（1.と2.の選手を除く）
4. 2016年世界選手権の3位以内の選手（1.～3.の選手を除く）
5. 1.～4.に含まれない選手の中で、2016年6月1日時点の世界ランキング上位6名（4.と6.の条件で欠員が生じた場合はその分が加算される。また、招待枠（2名）も使用されなかったため、加算された）
6. 開催国ブラジルの選手1名（1.～5.に含まれない場合のみ）

1カ国からは男女2名ずつまでしか出場できないため、1カ国から3名以上が出場権を得た場合は、NOCはどの選手を出場させるか選択する必要がある。大陸選手権で出場権を得た選手が選出されなかった場合は、大陸選手権で次点の選手が出場権を獲得する。その他の条件で出場権を得た選手が選出されなかった場合は、世界ランキングで次点の選手が出場権を獲得する。
日本からは、いずれもアジア・オセアニア選手権の成績により、三口智也（9位）、岩元勝平（11位）、朝長なつ美（6位）が出場権を獲得し、本大会では朝長が最高位となる12位（当初13位であったものの、2017年6月に他の選手のドーピング違反による失格により繰り上げされた）の成績を収めた。

## 競技結果
| 種目 | 金                                        | 銀                                      | 銅                                                  |
| ---- | ----------------------------------------- | --------------------------------------- | --------------------------------------------------- |
| 男子 | アレクサンドル・レサン ロシア (RUS)       | パヴロ・ティモシェンコ ウクライナ (UKR) | イスマエル・エルナンデス・ウスカンガ メキシコ (MEX) |
| 女子 | クロエ・エスポジート オーストラリア (AUS) | エロディー・クルベル フランス (FRA)     | オクタヴィア・ノヴァツカ ポーランド (POL)           |

## 国・地域別のメダル獲得数
| 順   | 国・地域             | 金 | 銀 | 銅 | 計 |
| ---- | -------------------- | -- | -- | -- | -- |
| 1    | ロシア (RUS)         | 1  | 0  | 0  | 1  |
| 1    | オーストラリア (AUS) | 1  | 0  | 0  | 1  |
| 3    | ウクライナ (UKR)     | 0  | 1  | 0  | 1  |
| 3    | フランス (FRA)       | 0  | 1  | 0  | 1  |
| 5    | メキシコ (MEX)       | 0  | 0  | 1  | 1  |
| 5    | ポーランド (POL)     | 0  | 0  | 1  | 1  |
| 合計 | 合計                 | 2  | 2  | 2  | 6  |